# Pride du New Jersey
 (août 2011).
Le Pride du New Jersey (New Jersey Pride en anglais) était une équipe professionnelle de crosse, basée à Piscataway Township dans l'État du New Jersey. Depuis la saison 2001, l'équipe a évolué dans la Major League Lacrosse et était dans la Conférence Est (Eastern Conference) après avoir été dans la National Division avant 2006. L'équipe a été dissoute en 2008.

## Histoire
En 2001, la première année d'existence de la ligue, le Pride a joué ses matchs au Yogi Berra Stadium (3 748 places) à la Montclair State University. L'équipe a joué ses matchs à domicile au Commerce Bank Ballpark (6 100 places) de Bridgewater Township (New Jersey) en 2002 et 2003. Pour 2004 et 2005, le Pride a joué ses matchs à domicile sur le Sprague Field (5 700 places), stade de football de Montclair State University. Le Pride a participé aux séries éliminatoires en 2002 et 2003.
Pour la saison 2006, le Pride s'est déplacé de son stade courant jusqu'au Yurcak Field de 5 000 sièges situé sur le campus de l'Université Rutgers, qui est le domicile des équipes de soccer et de crosse des Rutgers Scarlet Knights et est officiellement appelé "The Soccer/Lacrosse Stadium at Yurcak Field" en l'honneur de Ronald N. Yurcak (un joueur de Lacrosse All-American de Rutgers en 1965). Le stade dispose d'une herbe de 120 x 75 pieds de surface de jeu, avec l'éclairage et le drainage moderne.

## Entraîneurs
- Ted Georgalas, 2001 à 2005
- Brian Silcott, 2005
- Peter Jacobs, 2006 à 2008